# بيبي ساندي
بيبي ساندي (بالإنجليزية: Baby Sandy)‏ هي ممثلة أمريكية، ولدت في 14 يناير 1938 في لوس أنجلوس في الولايات المتحدة.

## وصلات خارجية
- بيبي ساندي على موقع IMDb (الإنجليزية)
- بيبي ساندي على موقع قاعدة بيانات الفيلم (الإنجليزية)